# باول سميث (مخرج)
باول سميث (بالإنجليزية: Paul J. Smith)‏ هو رسام رسوم متحركة ومخرج أمريكي، ولد في 15 مارس 1906 في لوس أنجلوس في الولايات المتحدة، وتوفي في 17 نوفمبر 1980 في فان نويس في الولايات المتحدة.

## وصلات خارجية
- بول سميث على موقع IMDb (الإنجليزية)
- بول سميث على موقع ألو سيني (الفرنسية)
- بول سميث على موقع قاعدة بيانات الأفلام السويدية (السويدية)
- بول سميث على موقع قاعدة بيانات الفيلم (الإنجليزية)
- بول سميث على موقع كينوبويسك (الروسية)